# Gmina związkowa Alsenz-Obermoschel
Gmina związkowa Alsenz-Obermoschel (niem. Verbandsgemeinde Alsenz-Obermoschel) − dawna gmina związkowa w Niemczech, w kraju związkowym Nadrenia-Palatynat, w powiecie Donnersberg. Siedziba gminy związkowej znajdowała się w miejscowości Alsenz. 1 stycznia 2020 gmina związkowa została połączona z gminą związkową Rockenhausen tworząc nową gminę związkową Nordpfälzer Land. 

## Podział administracyjny
Gmina związkowa zrzeszała 16 gmin, w tym jedną gminę miejską (Stadt) oraz 15 gmin wiejskich:
1. Alsenz
2. Finkenbach-Gersweiler
3. Gaugrehweiler
4. Kalkofen
5. Mannweiler-Cölln
6. Münsterappel
7. Niederhausen an der Appel
8. Niedermoschel
9. Oberhausen an der Appel
10. Obermoschel, miasto
11. Oberndorf
12. Schiersfeld
13. Sitters
14. Unkenbach
15. Waldgrehweiler
16. Winterborn